# Xabier Erro
Xabier Erro Jauregi (Lesaca, Navarra, 5 de febrero de 1946 - Fuenterrabía, Guipúzcoa, 26 de marzo de 2018) fue un montañero español, integrante de la primera expedición vasca que consiguió alcanzar la cima del Everest.

## Biografía
Xabier estudió Ingeniería en Pamplona. Fue profesor y guía de montaña.
Erro integró el grupo que el 14 de mayo de 1980 alcanzó la cima del Everest. Su papel fue decisivo antes y después de esa gesta dirigida por Martín Zabaleta, ya que Erro fue el primero en llegar al campo base y el último en abandonarlo.
Posteriormente, llegó a la cima de Gasherbrum II, en el Himalaya. Fue el primer navarro en subir el Aconcagua. Erro era gran conocedor de los Andes, los Alpes y los Pirineos. Formó parte de diferentes expediciones a ochomiles y fue un experto en el Kilimanjaro, cumbre a la que condujo a numerosos grupos y personas.
Pocos días antes de fallecer fue intervenido para extrarle el tumor cerebral que le causó la muerte en su casa.